# Rectisura richardsonae
Rectisura richardsonae är en kräftdjursart som beskrevs av Malyutina 2003. Rectisura richardsonae ingår i släktet Rectisura och familjen Munnopsidae. Inga underarter finns listade i Catalogue of Life.